# Аксель Шеблад
Аксель Шеблад  (швед. Axel Sjöblad, 3 листопада 1967) — шведський гандболіст, олімпійський медаліст.

## Виступи на Олімпіадах
| Олімпіада      | Дисципліна | Місце |
| -------------- | ---------- | ----- |
| Барселона 1992 | гандбол    | 2     |